# Ander Egiluz Alzola
Ander Egiluz Alzola (Guecho, Vizcaya, 27 de abril de 1998), es un ex-futbolista español, con nacionalidad estadounidense, que jugaba en la demarcación de centrocampista o defensa central.

## Trayectoria
Ander se crio en Algorta, un barrio de Guecho. Se formó en la cantera del Romo Arenas de Guecho desde los seis años. En 2008 se mudó de manera temporal a Boise junto a su familia. En Idaho practicó béisbol, baloncesto, atletismo y, por supuesto, fútbol. 
Un año más tarde regresó a Algorta para seguir jugando en el Romo. En el verano de 2014 se incorporó a las categorías inferiores del Athletic Club para jugar en su equipo juvenil, descartando así la posibilidad de regresar a Idaho para estudiar bachillerato. En la temporada 2017-18 promocionó al CD Basconia de Tercera División, donde participó en una veintena de encuentros.
En la temporada 2018-19 fue cedido a la SD Leioa de la Segunda B, donde jugó 25 partidos en los que anotó un gol.En 2019 comenzó sus estadios de manera online en la Universidad de Boise.Mientras tanto, para la campaña 2019-20 firmó como agente libre por la SD Leioa, aunque en esta ocasión retrasó su posición al centro de la defensa.El 15 de septiembre de 2020 fichó por el CP Villarrobledo, con el que jugó ocho partidos hasta el mes de enero.El 8 de enero de 2021 se comprometió con el Haro Deportivo de Segunda B, donde compareció en 13 encuentros.
El 15 de febrero de 2022 firmó por el El Paso Locomotive FC de la USL Championship, la segunda categoría del fútbol estadounidense.En diciembre de 2023 abandonó la práctica del fútbol para centrarse en su formación académica en la Universidad de Bellevue, Nebraska.

## Selección nacional
El 23 de marzo de 2016 fue convocado por Brad Friedel, seleccionador sub-19 de Estados Unidos El 15 de abril fue incluido en la lista final para disputar un torneo amistoso en Eslovaquia, donde coincidió con Weston McKennie, Brandon Vazquez o Luca de la Torre.El 29 de abril ganó la Slovakia Cup, en el Estadio Spartak Myjava, tras derrotar a Rusia sub-19 (2-1).

## Clubes
| Club                  | País           | Año       |
| --------------------- | -------------- | --------- |
| CD Basconia           | España         | 2017-2019 |
| SD Leioa (cedido)     | España         | 2018-2019 |
| SD Leioa              | España         | 2019-2020 |
| CP Villarrobledo      | España         | 2020-2021 |
| Haro Deportivo        | España         | 2021      |
| El Paso Locomotive FC | Estados Unidos | 2022-2023 |

## Vida personal
El abuelo paterno de su madre, Faustino Alzola, emigró con 16 años a Mountain Home donde trabajó como pastor de ovejas. Allí nacería su nieta Michelle Alzola, madre de Ander, que conocería a José Luis Egiluz, padre de Ander, cuando éste fue enviado por el Gobierno Vasco a dirigir la Boise Philharmonic Orchestra de la que Michelle formaba parte.